# General Electric T700
Les General Electric T700 et CT7 sont respectivement une famille de turbomoteurs et de turbopropulseurs de la gamme de puissance allant de 1 500 à 3 000 ch. Ils ont été conçus et fabriqués par le constructeur américain General Electric Aircraft Engines.

## Conception et développement

### Premières versions
En 1967, General Electric commença les travaux sur un nouveau démonstrateur de turbomoteur désigné « GE12 », en réponse à l'intérêt de l’US Army envers un futur hélicoptère utilitaire de nouvelle génération. L'effort de l'armée mena, dans les années 1970, au développement du Sikorsky S-70 Black Hawk, propulsé par un double turbomoteur « T700 », le descendant de production du GE12.
Le T700 fut initialement testé sur banc en 1973, passa sa qualification militaire en 1976, puis entra en production en 1978. Le T700-GE-700 initial était un turbomoteur sans engrenage à turbine libre, avec un compresseur mixte à 5 étages axiaux et un étage centrifuge, comprenant des étages axiaux monoblocs (« blisks ») et des guides d'entrée d'air ainsi que les deux premiers étages de stator à pas variable. Le moteur était également doté d'une chambre de combustion annulaire équipée d'une injection de carburant centrale, réduisant ainsi la consommation et la production de fumées. La section de turbine était constituée de deux étages haute pression, directement reliés au compresseur et assurant le fonctionnement du moteur, et deux étages libres dits « de puissance », qui entraînaient un arbre de sortie sur lequel était prélevée la puissance dont avait besoin le rotor de l'hélicoptère. Le moteur était conçu pour une grande fiabilité, étant également doté d'un séparateur de particules dans l'entrée d'air, permettant d'expulser la poussière, le sable ou la terre, du conduit d'admission d'air du moteur. Le T700-GE-700 était taré à une puissance de 1 622 ch (1 210 kW).

### Versions suivantes
Le GE-700 fut suivi par des versions améliorées et plus puissantes pour l’US Army, pour les hélicoptères UH-60 Black Hawk et AH-64 Apache, ainsi qu'en versions « navalisées », équipant le dérivé Seahawk du Black Hawk, le SH-2G Super Seasprite (en) et l'AH-1W Supercobra (en). Des T700 furent aussi utilisés sur les versions italiennes et commerciales de l'AgustaWestland EH101/AW101, et les versions italiennes du NH-90. Tous ces appareils sont biturbines, excepté le Merlin (EH-101), qui est un trimoteur.

### Dérivés commerciaux et turbopropulseurs
La version commerciale du T700 est le CT7, employée sur le Bell 214ST (une version agrandie de l’Huey), les Black Hawks commerciaux et le dérivé S-92 de ceux-ci, tous ces appareils étant aussi des bimoteurs.
Les versions turbopropulseurs du CT7 emploient le même cœur (la partie assurant la combustion) que les versions turbomoteurs, avec une boîte à engrenages réducteurs reliée à l'hélice installée devant le cœur. Les turbopropulseurs CT7 sont utilisés sur certaines versions de l'avion de ligne suédois Saab 340, l'avion-cargo hispano-indonésien CN-235, et l'avion de ligne tchèque Let L-610G, tous ces avions étant des bimoteurs. Le CT7-5A d'entrée de gamme développe une puissance sur l'arbre de 1 735 ch (1 294 kW) au décollage.[réf. nécessaire]
À la fin des années 1980, General Electric proposa également un turbopropulseur bien plus gros, le CFE738, avec un compresseur mixte à 5 étages axiaux et un centrifuge, une chambre de combustion dotée de 15 brûleurs, une turbine de régénération à deux étages et une turbine de puissance à trois étages. La puissance maximale au décollage était de 6 000 ch (4 475 kW).

### Ultimes évolutions
Le moteur YT106 est basé sur le CT7-8A. Comparé avec le moteur principal T700 du H-60, le T706 dispose d'un plus gros compresseur, d'améliorations de la section centrale, et d'une unité de contrôle de type FADEC. Le T706 est taré à 2 600 ch (1 939 kW) et améliore les capacités de missions à haute altitude et en environnement chaud des MH-60M Black Hawk des forces spéciales.

## Versions

### T700: Turbomoteur militaire
- YT700 : Prototype ;
- T700-GE-700 : Version initiale du T700 ;
- T700-GE-701 : Les versions améliorées T700-GE-701A, -701B, -701C et -701D ont également été développées du -700 original[5] ;
- T700-GE-401 : Version navalisée pour les hélicoptères SH-60 Seahawk ;
- T700-GE-401C : Version à usage universel du -401 ;
- T700-GE-701C : Version à usage universel du -401 ;
- T700-TEI-701D : Version produite sous licence par Tusaş Engine Industries, en Turquie. Elle a été développée pour être utilisée par l'hélicoptère utilitaire Sikorsky/Turkish Aerospace Industries T-70 [6].

### CT7: Turbomoteur civil
- CT7-2A : Version de base ;
- CT7-2D : Version améliorée, dotée d'un compresseur à plus gros débit d'air et de revêtements de surface améliorant la résistance à l'usure et à la corrosion ;
- CT7-2D1 : Similaire au CT7-2D mais emploie un cœur de type CT7-6.
- CT7-2E1
- CT7-6
- CT7-6A
- CT7-8
- CT7-8A
- CT7-8A1
- CT7-8A5
- CT7-8B
- CT7-8B5
- CT7-8E
- CT7-8E5
- CT7-8F
- CT7-8F5

### Versions turbopropulseur du CT7
- CT7-3 : Version compacte et allégée[7] ;
- CT7-5A2
- CT7-5A3
- CT7-7A
- CT7-7A1
- CT7-9B
- CT7-9B1
- CT7-9B2
- CT7-9C
- CT7-9C3
- CT7-9D
- CT7-9D2

## Applications

### Turbomoteur T700/CT7
- AgustaWestland AW101
- AgustaWestland AW149
- AgustaWestland AW189
- AgustaWestland CH-149 Cormorant (en)
- Bell 214ST
- Bell 525 Relentless
- Bell AH-1W SuperCobra (en)
- Bell AH-1Z Viper (en)
- Bell UH-1Y Venom
- Boeing AH-64 Apache
- KAI Surion
- Kaman SH-2G Super Seasprite (en)
- Lockheed Martin VH-71 Kestrel
- Mitsubishi H-60
- NHIndustries NH90
- Piasecki X-49
- Sikorsky CH-148 Cyclone
- Sikorsky HH-60 Jayhawk
- Sikorsky HH-60 Pave Hawk
- Sikorsky SH-60 Seahawk
- Sikorsky UH-60 Black Hawk
- Sikorsky S-70
- Sikorsky S-92

### Turbomoteur YT706
- Sikorsky MH-60M Black Hawk
- Sikorsky S-97

### Turbopropulseur CT7
- CASA/IPTN CN-235
- Let L-610G
- Saab 340
- Soukhoï Su-80